# Yate (wulkan)
Yate – stratowulkan zlokalizowany w Chile w południowych Andach w regionie Los Lagos o wysokości 2187 m n.p.m.. Znajduje się na terenie Parku Narodowego Hornopirén.